# Majdevo
Majdevo (cyr. Мајдево) – wieś w Serbii, w okręgu rasińskim, w mieście Kruševac. W 2011 roku liczyła 474 mieszkańców.